# Jizerní Vtelno
Obec Jizerní Vtelno se nachází v okrese Mladá Boleslav, kraj Středočeský. Rozkládá se šest kilometrů jihozápadně od Mladé Boleslavi. Žije zde 355 obyvatel. Sousedními obcemi sídla jsou Bezno, Chotětov, Krnsko, Strenice, Hrušov a Písková Lhota.

## Historie
První písemná zmínka o obci pochází z roku 1229.

### Územněsprávní začlenění
Dějiny územněsprávního začleňování zahrnují období od roku 1850 do současnosti. V chronologickém přehledu je uvedena územně administrativní příslušnost obce v roce, kdy ke změně došlo:
- 1850 země česká, kraj Jičín, politický i soudní okres Mladá Boleslav[4]
- 1855 země česká, kraj Mladá Boleslav, soudní okres Mladá Boleslav[4]
- 1868 země česká, politický i soudní okres Mladá Boleslav[4]
- 1939 země česká, Oberlandrat Jičín, politický i soudní okres Mladá Boleslav[5]
- 1942 země česká, Oberlandrat Praha, politický i soudní okres Mladá Boleslav[6]
- 1945 země česká, správní i soudní okres Mladá Boleslav[7]
- 1949 Pražský kraj, okres Mladá Boleslav[8]
- 1960 Středočeský kraj, okres Mladá Boleslav[9]

### Rok 1932
Ve vsi Jizerní Vtelno s 608 obyvateli v roce 1932 byly evidovány tyto živnosti a obchody: holič, 2 hostince, kolář, kovář, krejčí, obuvník, pekař, výroba koňských postrojů, řezník, 4 obchody se smíšeným zbožím, spořitelní a záložní spolek, stavitel, trafika, truhlář, velkostatek.

## Pamětihodnosti
- Zámek Stránov na severozápadním kraji vesnice

## Doprava

### Silniční doprava
Obcí prochází silnice I/16 Slaný - Mělník - Jizerní Vtelno - Mladá Boleslav - Jičín.

### Železniční doprava
Železniční stanice na území obce nejsou. Územím obce vede železniční trať 070 Praha - Turnov. Nejblíže obci je železniční zastávka Krnsko ve vzdálenosti 1,5 km ležící na trati 070 v úseku mezi Neratovicemi a Mladou Boleslaví.

### Autobusová doprava
V obci zastavovaly v květnu 2011 autobusové linky jedoucí do těchto cílů: Bezno, Kladno, Mělnické Vtelno, Mělník, Mladá Boleslav, Roudnice nad Labem.

## Galerie

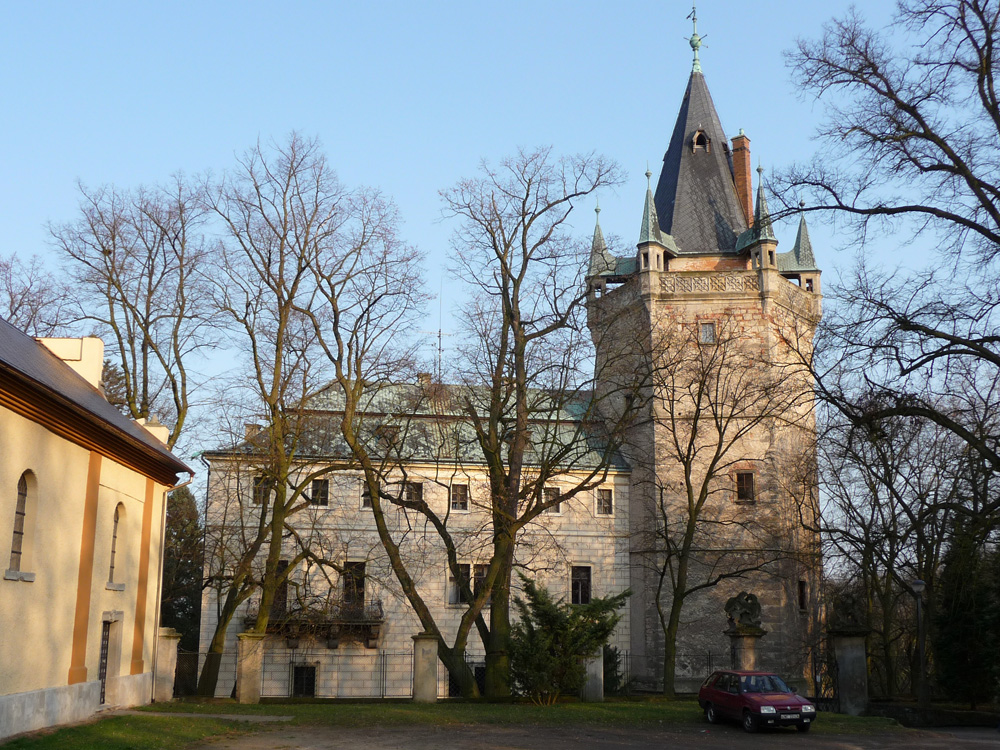
Zámek Stránov
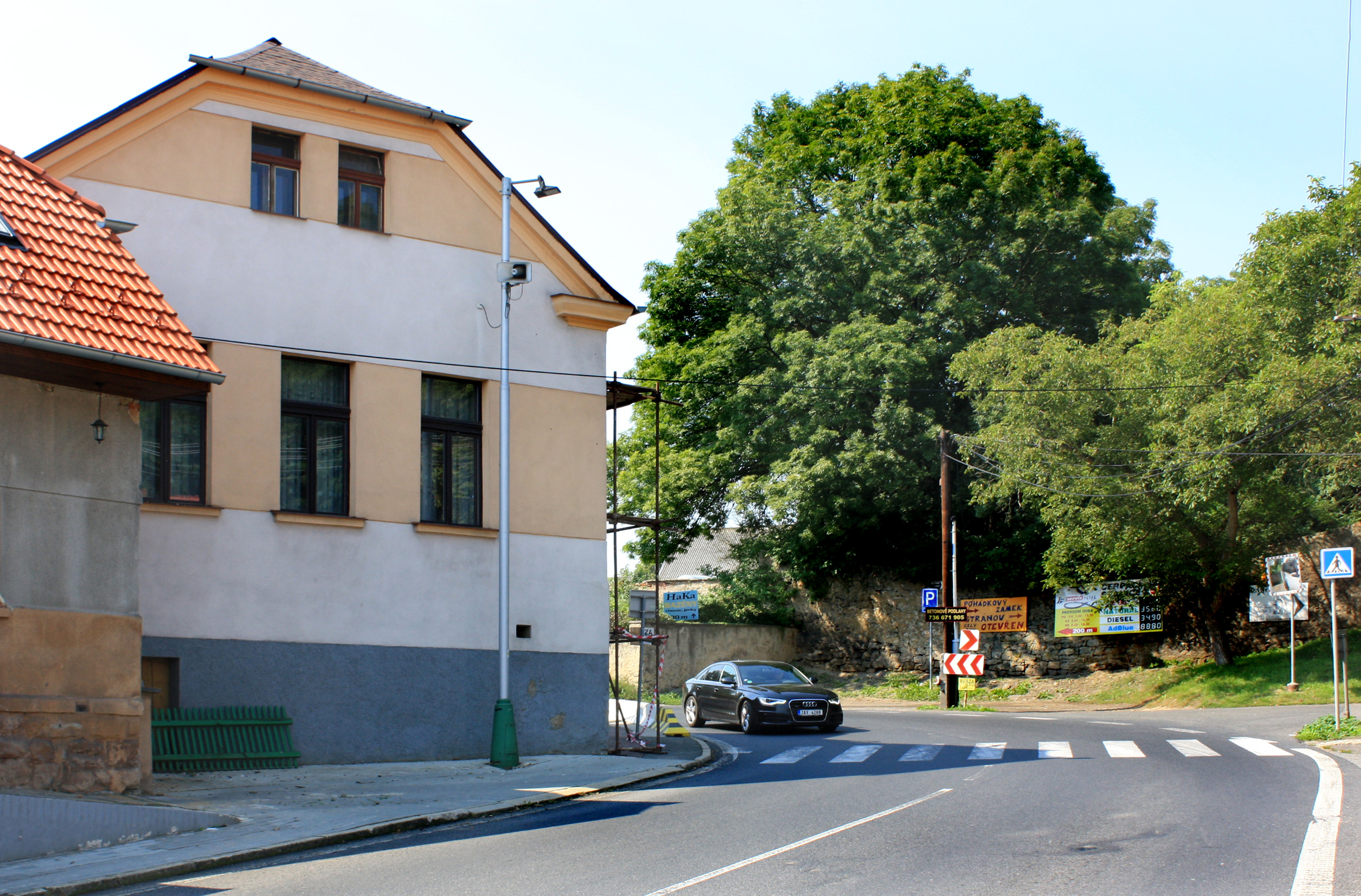
Obecní úřad
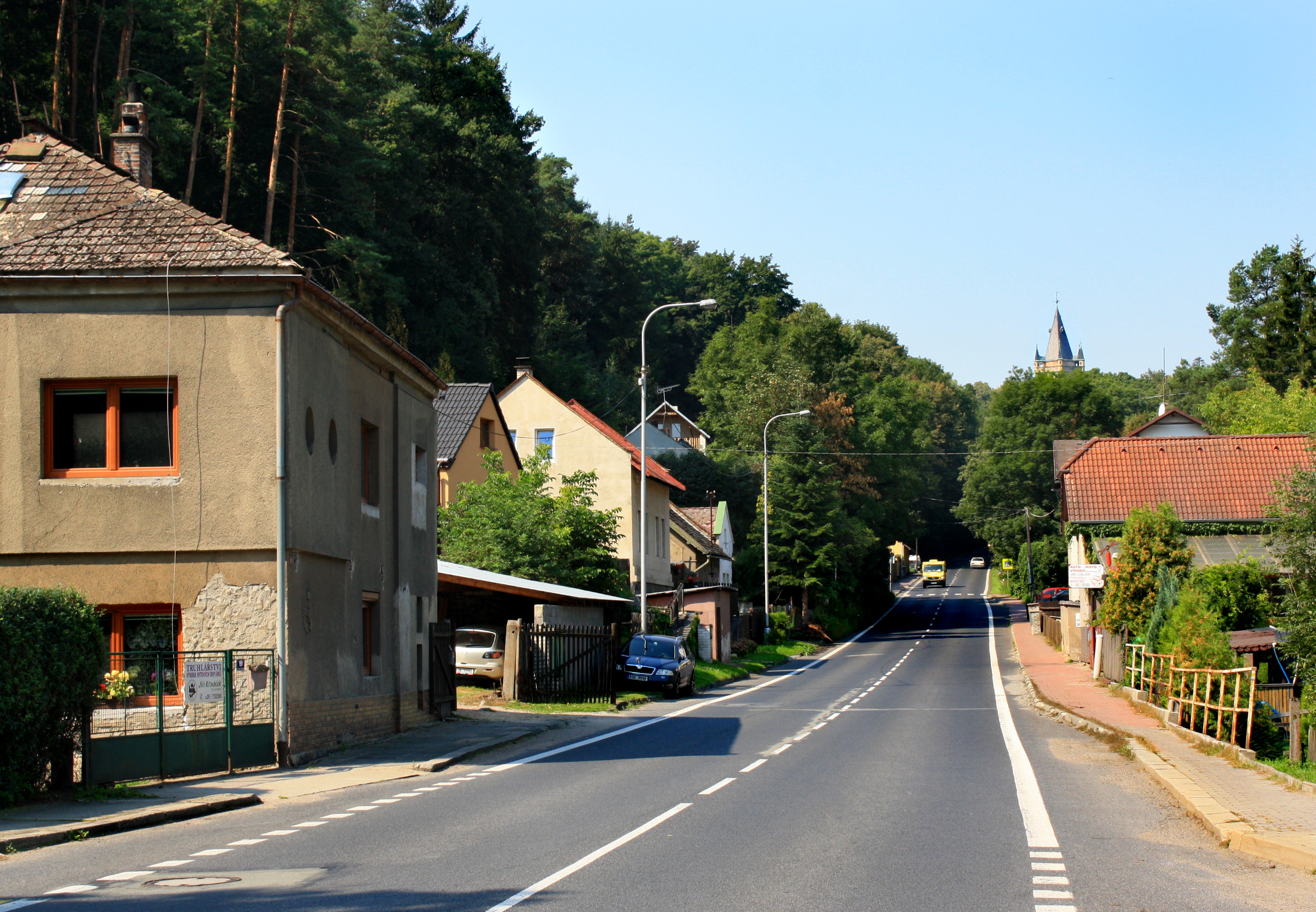
Dolní část vesnice u Jizery